# 익곤궁

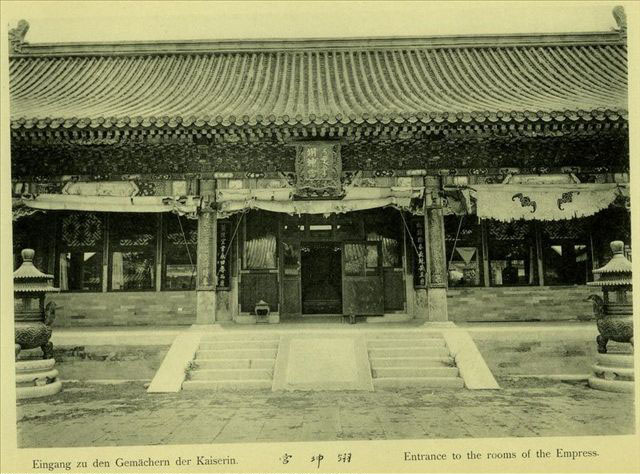
1900~1903년 쯔음의 익곤궁

익곤궁(翊坤宮)은 자금성 내정 서6궁의 하나로, 서6궁 구역 동쪽 중간에 위치한다.

## 역사
익곤궁은 자금성 내정 서6궁의 하나로 명 · 청시기의 후궁의 거처였다. 명 영락 18년 (1402년)에 지어져, 처음에는 '만안궁(萬安宮)'으로 불렸다. 명 가정 14년 (1535년)에 '익곤궁(翊坤宫)'으로 이름을 바꾸었다. 청나라가 되어서도, 옛 명칭 그대로 사용하였고, 여러번 수리를 거쳤다. 원래 익곤궁은 이진원이었는데, 청 말기, 익곤궁의 후전을 헐고, 체원전 동서 이방을 각각 한칸씩 통로로 만들어, 익곤궁과 저수궁이 이어져 남북의 사진원이 되었다.
광서 10년 (1884년), 서태후 50번째 생일 때, 저수궁으로 이주하여 체화전에서 하례를 받았다. 광서제의 후궁을 간택하는 일도 체원전에서 거행되었다.
익곤궁 정전 앞 처마 밑에는 익곤궁(翊坤宫)이라는 가파른 현판이 걸려있다. 건륭 6년 (1741년), 건륭제는 영수궁의 현판을 따라 11면 현판을 만들었고, 동6궁, 서6궁은 영수궁을 제외한 11궁의 정전에 각각 걸려있다. 건륭제는 : 자계한 후, 천만년이 지나도 제멋대로 움직이거나, 비빈이 다른 궁으로 옮겨가더라도 바꿀 수 없다"라는 명을 내렸다.
지금도 익곤궁은 궁궐 생활의 원형을 보여주고 있다.

## 익곤궁의 주요 건축물

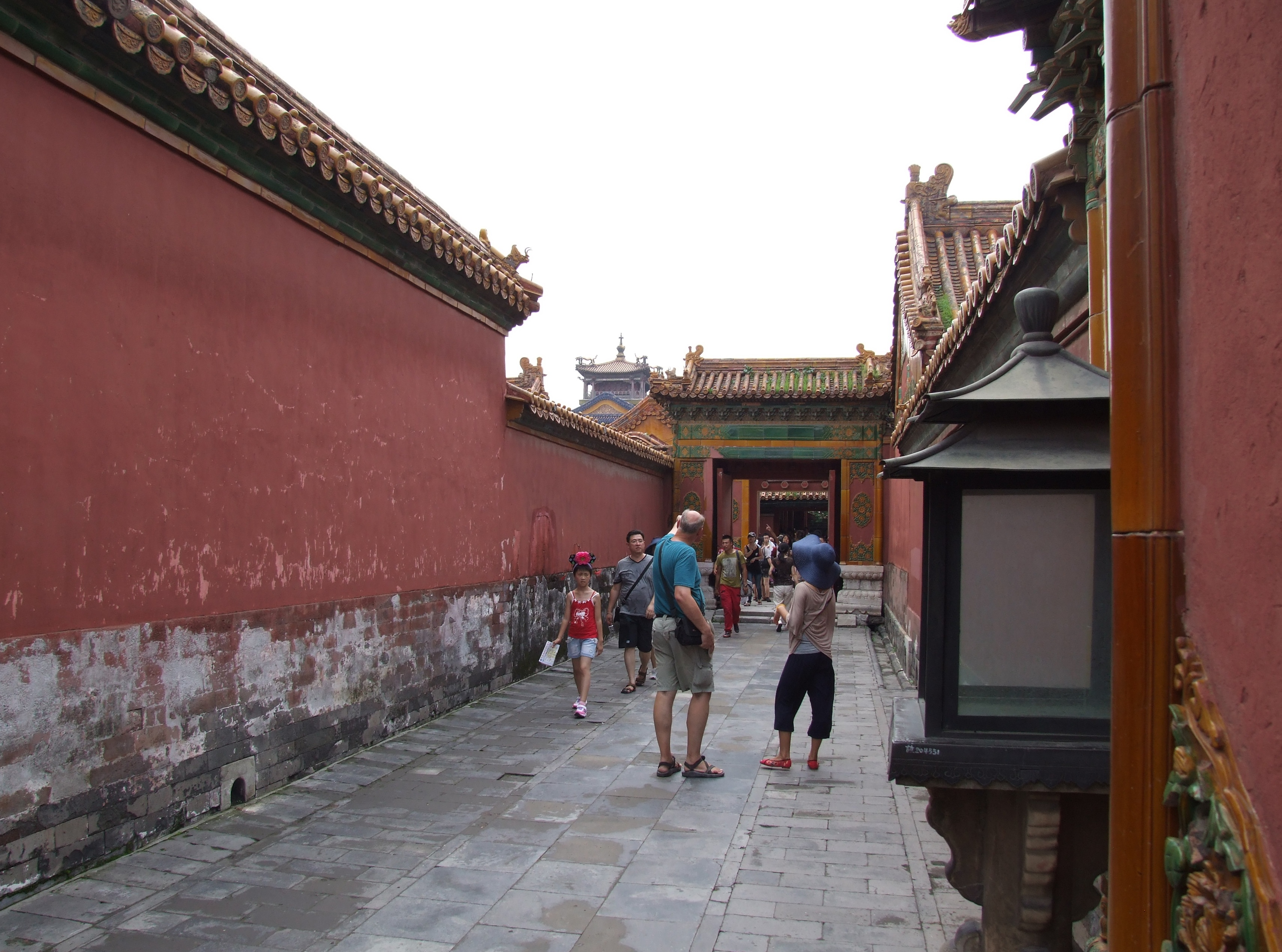
익곤문 앞에서 서쪽을 바라본 사진. 사진의 가장 오른쪽 끝에 익곤문이 있고, 가운데 먼 문은 숭희문 안쪽이다.

익곤궁의 주요 건축물은 다음과 같다.

### 익곤문(翊坤門)
익곤궁의 정문으로, 남향이다. 익곤문 안에는 '광명성창(光明盛昌)'이라는 병문이 있었고, '광명성창(光明盛昌)'이라는 글자는 남쪽을 향해 있었다.

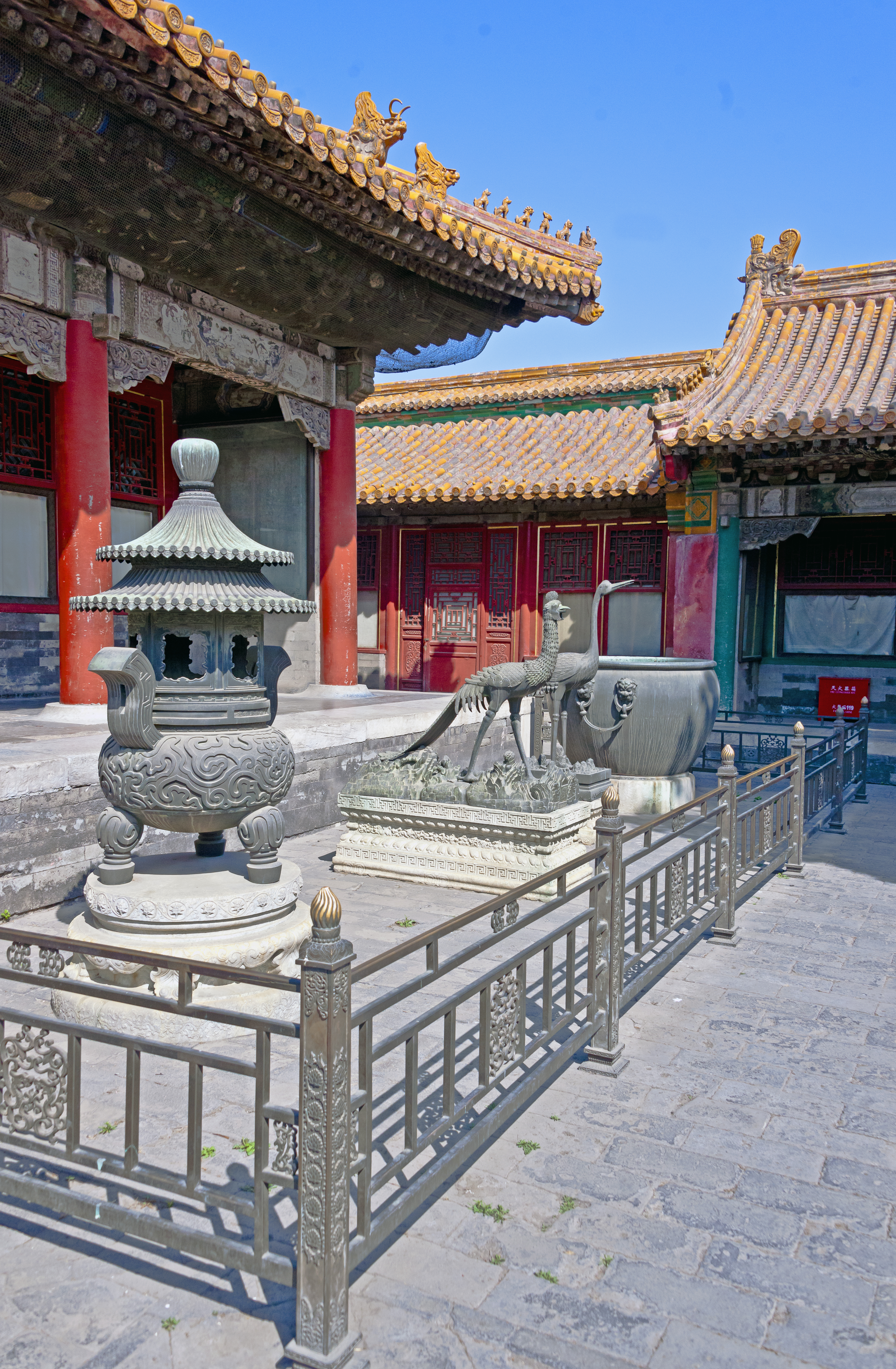
익곤궁 앞 동쪽에 있는 동로, 동봉, 동학, 동항아리

### 익곤궁(翊坤宫)
익곤궁의 정전. 면적은 5칸, 유리기와지붕으로 앞뒤로 복도가 있다. 처마 밑에는 두공이, 양방에는 소풍 채화가 그려져있다. 문은 만자금바닥, 오박쥐 수치마판 칸막이 문, 창은 보보금지적창으로 만자단수문(萬字團壽文)을 하고있다. 앞쪽 처마 밑에 '익곤궁'이라는 가파른 현판이 걸려있고, 양 옆으로 '보슬요금번도천세과(寶瑟瑤琴蟠桃千歲果), 기화지초온수사시춘(琪花芝草溫樹四時春)'이라고 써있는 대련이 있다. 앞쪽 복도 안 명간 밖 앞처마 밑에 '이록수후(履祿綏厚)'라는 가로 현판 (자희태후 제작)이 남향으로 걸려있고, 양쪽 대련은 '송창낙춘장(松牖樂春長)은 편안하고 길하며(松牖樂春長既安且吉), 난계계계 이서영(宜書永)을 수이강(壽而康)(蘭陔宜書永曰壽而康)'이라고 한다. 명간 한 가운데에는 지평좌, 병풍, 향로, 궁선이 있고, 그 바로 위에는 '유용덕대(有容德大)' 현판 (자희태후 제작)이 남쪽을 향하고 있다. 명간 동쪽에는 꽃배나무 투조 까치가 매실을 덮고 있어, 동차간과 정간이 구분되어있다. 명간 서쪽에는 꽃배나무 투조 등나무가 가지를 감아 만든 갓이 있어, 정간과 서차간 사이를 가른다. 동차간과 동초간, 서차간과 서초간 사이를 칸막이로 나누었다. 정전 앞 대석 밑에는 동봉, 동학, 동로가 각각 한 쌍씩 설치돼 있다. 푸이는 정전 앞 복도에 그네를 설치했으나, 현재 그네는 철거되고, 그네를 매달은 틀만 남아있다.

#### 연홍전(延洪殿) (경운재(慶雲齋)
익곤궁의 동배전. 면적은 3칸이고 유리기와가 산정되어있다. 앞처마 밑에 '경운재(慶雲齋)' 현판(자희태후 제작 위쪽 정중앙에 '자희황태후 어필지보' 인(印)을 찍고, 양옆 대련으로 '채운보나무 경전둘레(彩雲寶樹瓊田繞), 선하기화벽간향(仙霞琪花碧澗香) '(자희태후 제작)을 잇는다.

#### 원화전(元和殿 (도덕당道德堂)
익곤궁의 서배전. 면적은 3칸이고, 유리기와가 산정되어있다. 앞처마 밑에 '도덕당(道德堂)' 현판(자희태후 제작 위쪽 정중앙에 '자희황태후 어필지보(慈熙皇太后御筆之寶)' 인(印)'이 걸려 있고, 양옆 대련으로 '봉각효하홍산기(鳳閣曉夏紅山奇), 용지춘수록생파(龍池春水錄生波)'가 있다.

### 체화전(体和殿)
이진원을 위한 정전. 청 말기, 저수궁과 익곤궁을 연결하면서 익곤궁의 후전을 천당전으로 바꿔 체화전이라 불렀다. 면적은 5칸으로 앞뒤로 문이 열리며, 뒤처마는 복도를 나와 노란 유리기와경산 정상이다. 체화전 처마 밑에는 '상봉위림(翔鳳爲林)' 현판이, 양쪽 기둥에는 '구유경광화일월소조(九有慶光華日月所照, 三無昭)가 천지동류(天地同流, 自熙太後)라는 대목이 걸려 있다. 화전 명간 안 북쪽 처마 밑에 '체일포원(體一包元)' 현판(자희태후 제작)이 남쪽을 향하고 있다.체화전(體和殿) 뒷마루의 처마 밑에는 '운윤성휘(雲潤星輝)'라는 현판(자희태후 제작)이 북쪽으로 걸려 있고, 뒷마루에는 북쪽의 처마 기둥에 영련(營聯)을 두고 '행물생(行物生) 두 칸 선도묘(宣道妙)'가 걸려 있고, 일훤우윤만회하천공(日훤雨潤萬會下天功)'이 걸려 있다.

#### 평강실(平康室)
체화전 앞에 있는 동배전. 앞처마 밑에 '평강실(平康室)'이라는 현판(자희태후 제작)이 걸려 있고, 양옆으로 '금녹춘명화부귀(錦鏽春明花富貴), 낭엽서보죽평안(琅玕書報竹平安)'이라는 대련이 붙어 있다.

#### 익수재(益寿斋)
체화전 앞에 있는 서배전. 앞처마 밑에는 '익수재(益壽齋)'라는 현판이 걸려 있고, 양옆으로는 '천배헌수제남악(天杯憲壽齊南岳), 성조광휘동북진(聖造光光動北辰)'(자희태후 제작)이라는 대련이 있다.

#### 우물(水井)
체화전 앞마당 남쪽에 동·서쪽에 있는 우물. 한 눈에 띄고 그 위에 있던 정자는 없어졌다.

## 익곤궁에 기거했던 후궁

### 명나라

#### 융경제
- 귀비 이씨

#### 만력제
- 황귀비 정씨 : 만력 10년 2월 (1582년)에 숙빈으로 책봉되었다. 명 신종의 총애를 받아 황귀비로 진봉되어 만력조의 중요한 정치인이 되었다. 명말 3대사건인 홍환안(紅丸案), 이궁안(移宮案), 국본지쟁(國本之爭), 요서안(妖書案)이 모두 그녀와 관련이 있다.

#### 숭정제
- 귀비 원씨 : 숭정 17년 (1644년), 이자성군이 베이징을 함락한 후, 자금성을 들이받자, 명 사종은 주황후와 원귀비를 자결하게 했다. 원귀비는 명을 받은 후, 궁으로 돌아가 대들보에 목을 매달아 자결하려하였으나, 끈이 끊어지고 원귀비는 땅에 떨어져 의식을 잃었다. 명 사종은 상황을 보고 검으로 어깨를 베었다. 청 순치제가 입관한 후 거처를 내려 원귀비를 봉양했다.

### 청나라

#### 강희제
- 의비 곽락라씨 : 초기 직위는 귀인. 강희 16년 8월 의빈(宜嫔)으로 진봉, 강희 20년에 의비(宜妃)로 진봉했다.

#### 옹정제
- 돈숙황귀비 : 초기 직위는 귀비. 옹정 3년 11월 23일 훙거하였다. 사후 황귀비로 추존.

#### 건륭제
- 계황후 휘발나랍씨 : 옹정 12년 3월, 수녀선발로 뽑혀 홍력의 측복진으로 되었다. 그해 11월 8일 결혼했다. 이듬해 9월 홍력이 즉위하여 그녀를 한비(嫻妃)로 봉했다. 건륭 10년 1월 23일, 한귀비로 진봉했다. 건륭 13년 3월, 효현순황후 부찰씨가 죽자, 한귀비는 황귀비로 진봉되어 황후 대리직을 수행하다가 이듬해 4월 황귀비 책봉례를 거행, 후궁을 통솔하였다. 건륭 15년 6월 11일, 효현순황후의 27개월의 장례가 끝나고, 7월 10일에 나랍씨를 황후로 봉하고, 8월 2일에 책립의식을 거행하였다. 건륭 30년에 머리카락을 자르고, 총애를 잃어 익곤궁의 후전에 구금되었다. 이듬해 7월 사망하여, 유릉 순혜황귀비원침에 묻혔다.
- 돈비 왕씨 : 건륭 41년의 기록에 따르면, 다섯 번째 궁인 익곤궁 타탄의 한곳에 다섯명의 부역을 고용했다. 즉, 익곤궁에는 귀인이나 그 이상의 비가 한명 살고 있고, 그 이상의 비는 7명 밖에 되지 않기 때문에, 반드시 한 명의 비가 거주하게 된다. 《添減底檔》에도 서비·유비·영비·용비에 이어 다섯 번째 서열인 돈비가 이곳에 거주했을 가능성이 크다.
- 화석화각공주의 장녀: 《궁중잡건》에 따르면 익곤궁에 격격이 2명이 있다. 익곤궁에 함께 살던 고륜화효공주는 이미 언급이 되었기 때문에, 익곤궁에 사는 다른 격격은 화석화각공주의 장녀를 말한다. 현재 서6궁에 거처하는 격격은 익곤궁 격격밖에 없다는 기록이 있다. 건륭 51년까지 익곤궁의 격격은 여전히 익곤궁에 머물다가 코르친탁리극도친왕 공게라부탄의 아들인 1등대 길림친돌제에게 하가했다.
- 고륜화효공주 : 궁중의 기록물에서 익곤궁공주(翊坤宮公主)라고 기록되어있다. 건륭 41년 1월 3일 《익곤궁공주 돌잡이 주검지희용(翊坤宮公主周歲抓晬盤之喜用)》의 익곤궁공주는 화효공주를 뜻한다.

#### 가경제
- 안빈 소완과이가씨

#### 도광제
- 상비 뉴호록씨

## 사건
2013년 5월 4일 오전, 한 남자가 익곤궁을 들어가 맨손으로 익곤궁 정전의 유리창문을 부수었다. 고궁박물관 직원 한명이 즉시 남성을 15초만에 제압하였다. 창문 유리가 깨졌을 때, 창문 안쪽에 있던 청나라 시기 유물인 동도금금전화수법인 타종 (18세기 영국제, 국가 2급 문화재, 일련번호 故183054)가 떨어져 파손되었다. 사건 직후, 유리창은 바뀌어 관람객들의 관람에는 지장이 없었다. 손상된 청나라 동도금금전화수법인 타종은 문화재 수장고로 보내져 수리를 받았다.

## 같이 보기
- 자금성
- 서6궁
- 영수궁(永壽宮)
- 장춘궁(長春宮)

- 저수궁(儲秀宮)

- 태극전(太極殿, 계상궁(啓祥宮))
- 함복궁(咸福宮)